# Czarny Bór (gmina)
Czarny Bór est une gmina rurale du powiat de Wałbrzych, Basse-Silésie, dans le sud-ouest de la Pologne. Son siège est le village de Czarny Bór, qui se situe environ 11 km à l'ouest de Wałbrzych, et 76 km au sud-ouest de la capitale régionale Wrocław.
La gmina couvre une superficie de 66,31 km2 pour une population de 4 828 habitants.

## Géographie
La gmina est bordée par la ville de Boguszów-Gorce et les gminy de Kamienna Góra, Marciszów, Mieroszów et Stare Bogaczowice.
La gmina contient les villages de Borówno, Czarny Bór, Grzędy, Grzędy Górne, Jaczków et Witków.